# Кубок Каталонии по футболу 2011
Кубок Каталонии по футболу 2011 — 22-й Кубок Каталонии. Оба полуфинала прошли 8 августа, финал состоялся 9 августа. Все матчи проходили на Ноу Эстади в Таррагоне.

## Команды — участники
- Барселона
- Эспаньол
- Херона
- Химнастик

## Полуфиналы
| Химнастик | 1:2 | Эспаньол |
| --------- | --- | -------- |
|           |     |          |

| Херона | 1:2 | Барселона |
| ------ | --- | --------- |
|        |     |           |

## Финал
| Эспаньол | 3:0 | Барселона |
| -------- | --- | --------- |
|          |     |           |